# Vampires
Vampires is een Amerikaanse horrorfilm uit 1998 van regisseur John Carpenter. Deze baseerde het verhaal op het gelijknamige boek van John Steakley.

## Verhaal
Toen Jack Crow (James Woods) klein was, werden zijn ouders voor zijn ogen vermoord door vampiers. Sindsdien stelt hij zijn leven in dienst van het opjagen en uitroeien van de ondoden. Wanneer het Vaticaan hem en zijn team opdraagt een nest op te ruimen, loopt het uit op een bloedbad. Het nest ruimen ze succesvol op, maar über-vampier Jan Valek (Thomas Ian Griffith) lijkt afwezig. Tot hij 's avonds opduikt en op zijn beurt het team verrast. Anthony Montoya (Daniel Baldwin) en Crow zijn de enigen van het team die overleven. Valek blijkt weinig moeite te hebben met Crows manschappen. Hij is meer dan 'een' vampier, hij was en is de allereerste. Valek 'leeft' al sinds de 14e eeuw. Bovendien kende hij Crow bij naam, wat betekent dat hij voorbereid was op diens komst en er iets op stapel staat.
Valek blijkt op het spoor te zijn van 'het zwarte kruis'. Als hij dat in handen krijgt, kunnen vampiers vanaf dat moment ongedeerd in het zonlicht lopen. Dat zou het einde van de mensheid inluiden. Crow gaat samen met Montoya en priester Adam Guiteau  (Tim Guinee) op pad in een poging hem te daarvan te weerhouden. Daarbij neemt hij prostituee Katrina (Sheryl Lee) op de achterbank mee. Zij leeft nog, maar is gebeten door Valek en zal vroeg of laat veranderen van mens in vampier. Crow heeft haar echter nodig, want ze staat telepathisch in contact met Valek en is zijn beste kans die te vinden.

## Rolverdeling
| Acteur               | Personage             |
| -------------------- | --------------------- |
| James Woods          | Jack Crow             |
| Daniel Baldwin       | Anthony Montoya       |
| Sheryl Lee           | Katrina               |
| Thomas Ian Griffith  | Jan Valek             |
| Tim Guinee           | Priester Adam Guiteau |
| Maximilian Schell    | Kardinaal Alba        |
| Gregory Sierra       | Eerwaarde Giovanni    |
| Cary-Hiroyuki Tagawa | David Deyo            |
| Mark Boone Junior    | Catlin                |
| Thomas Rosales Jr.   | Ortega                |

## Vervolgen
Er verschenen twee vervolgen op Vampires, beide zonder regisseur Carpenter of de oorspronkelijke acteurs.
- Vampires: Los Muertos (2002)
- Vampires: The Turning (2005)

## Trivia
- Filmregisseur Frank Darabont verschijnt kort in beeld, wanneer Montoya zijn wagen steelt.
- Darabont staat op de aftiteling vermeld als Man with Buick, terwijl de wagen die Montoya van hem steelt een Cadillac is.